# Epikur
Epikur (født i 341 f.Kr., død i 270 f.Kr.) var en græsk filosof fra den hellenistiske periode.

## Liv
Epikurs liv kendes godt gennem talrige bevarede breve, som han skrev for at holde kontakt med sine elever. Han blev født på Samos. Allerede i skolen blev hans interesse for filosofi vakt, fordi hans lærer ikke kunne forklare, hvad der fandtes "før" kaos hos Hesiod. Han blev undervist af platonikeren Pamphilos og af demokritæren Nausiphanes, der gjorde større indtryk på ham. 323 f.Kr. - 321 f.Kr. aftjente han værnepligt i Athen. 322 f.Kr. mister Athen kontrollen over Samos, og Epikur flytter formentligt til Kolophon. I byen Lampsakos danner han en gruppe tilhængere, herfra flytter han formentlig tilbage til Athen, hvor han i 307 f.Kr. grundlagde sin skole i Athen, der kaldtes "haven".
Haven brød med traditionelle normer. Den var åben for slaver og kvinder, der også havde taleret.  Efterhånden dannedes der flere skoler, og nogle af dem bl.a. en på Rhodos opnåede senere en vis grad af selvstændighed.
Epikur mente det omgivende samfund var sygt og forbød sine deltagere at tage del i det. De levede i stedet i afsondrede skoler. Af sine elever opfattedes han næsten som en guddommelig skikkelse.

## Forfatterskab
Tilsyneladende efterlod Epikur et stort antal bøger, men næsten alt er gået tabt. Til dels skyldes det modstand fra idealistisk filosofi og kristendommen, idet Epikur i perioder blev opfattet som tilhænger af et hæmningsløst liv fyldt med udskejelser. I mange tilfælde kender vi derfor ikke Epikurs præcise argumentation. Kilderne er:

### Epikurs egne værker
- Tiende bog af Diogenes Laertius filosofihistorie. Den indeholder tre breve og 40 epikuræiske teser.[5]
  - Brevet til Herodot[6] stammer fra Epikur selv. Svært tilgængeligt, da det indeholder terminologi, hvis betydning vi ikke kender.
  - Brevet til Menoikeus. Skrevet for almindelige mennesker, ikke dateret.[7]
  - Brevet til Pythokles.[8] Der er stor tvivl om dette brevs ægthed.
- Sentenssamlingen fra Vatikanet. En række læresætninger.[9]
- Derudover kendes en række fragmenter fra forskellige klassiske bøger.[10]
- Det herkulanensiske materiale. Et stort bibliotek på 800-1000 ruller der er udgravet fra Papyrussernes Villa i Herculaneum. Rullerne er stærkt beskadigede. Der er rester af hans værk Om naturen og af andre bøger. Teksterne er ekstremt tekniske og vanskelige at forstå.

### Epikuræiske kilder
- Lukrets værk Om naturen gennemgår megen epikuræisk tænkning.
- Tekster af Filodem udgør hovedparten af teksterne i Det herkulanensiske materiale. Teksterne er beskadigede og omhandler ofte kritik af nu ukendte filosoffer. Ikke desto mindre er der en del brugbart.[11]
- Diogenes fra Oinoanda. I ruinbyen Oinanda vest for Antalya blev der opdaget en stor inskription på en mur af værker om epikuræiske emner.[12]. Teksten har huller, idet der manglede en del sten men indeholder fremragende materiale.

### Andre kilder
Flere filosoffer fra andre skoler beskrev epikuræisk filosofi i forbindelse med kritik af den. Ciceros værker indeholder en del fremstillinger af Epikurs teorier. Plutarch skrev to kritiske afhandlinger om Epikur. Skeptikeren Sextus Empiricus bøger har også meget materiale.

## Filosofi
Epikurs filosofi var opdelt i de tre discipliner fysik, erkendelsesteori og etik.

### Fysik

#### Atomisme
Epikur fulgte Demokrits atomistiske teori om, at atomet er altings mindste bestanddel. Verden består af et uendeligt antal bittesmå udelelige atomer, der bevæger sig i et ellers tomt rum. Det tomme rum har ingen grænser. Kollisioner mellem atomerne skaber kædereaktion, atomerne indgår i forskellige forbindelser, og der opstår verdener. Vores verden er en sådan verden, som der kan findes mange af.

### Den frie vilje
Atomerne er alle på vej "nedad", men i modsætning til Demokrit der var konsekvent determinist, foretager atomerne for Epikur en gang imellem vilkårlige spring  til siden, så de kolliderer. Det er grundlaget for den fri vilje, som er opfundet af epikuræerne.

### Sjælen
Sjælen er sammensat af fire slags atomer og er således materiel ligesom vores evne til sansning. Sanseindtryk består af 'billeder', der er afsondret fra overfladen af det, man ser på. Billederne bevarer strukturen fra det de kommer fra og er utroligt hurtige. Der kan dog også opstå spontane billeder ud af det rene ingenting. Epikur tænker her muligvis på hallucinationer.
Mennesket er født uden intelligens. Efterhånden som bevidstheden udvikler almene begreber, opstår også en risiko for, at disse begreber ødelægger den umiddelbare sansning, idet vi kan 'føje meninger' til sanseoplevelsen, der ellers er ufejlbarlig. Vi kan f.eks. udvikle behov for ting, vi ikke har brug for.

### Religion
Atomerne er evige og er således ikke skabt af guderne. Epikur skriver i Brevet til Menoikeus, at 'guder findes, for erkendelsen af dem er klar'. Normalt forstås Epikur sådan, at han mente, at guderne var materielle og eksisterer evigt, fordi de har en mekanisme, der konstant reparerer dem. Guderne er lykkelige. Epikur er derfor naturalist. Guderne lever i fuldkommen lykke og harmoni langt fra menneskets forgængelige og tilfældige verden og interesserer sig for ikke for menneskene, dermed fungerer de som forbilleder for menneskene. Troen, at guderne bekymrer sig for menneskene, skyldes fejlfortolkninger af de sansebilleder, vi får af guderne. Guderne griber ikke ind i menneskets liv, så der er ingen grund til at frygte dem. Epikur betragtede religionen som en sygdom i sjælen forårsaget af menneskets frygt for døden og guderne.
For Epikur var døden ikke noget at frygte, for som han siger: "Når vi er, er døden ikke til stede, og når døden er, er vi ikke til stede" (Diogenes Laertios 122 ff). Døden er absolut, kun en opløsning af atomer, der er intet efter døden, og derfor er der heller ingen grund til frygt. "Når vi er, er døden ikke; når døden er, er vi ikke". Man skal i stedet koncentrere sin psykiske energi om det, man har indflydelse på.

### Det højeste gode
Mennesket kan skabe et liv i indre frihed, uafhængig af den ydre verden. Den frie vilje gør os i stand til at forme vores egen verden ved rationelt at undersøge vores begreber. Målet med det er at komme i forbindelse med menneskets egen natur og at leve uforstyrret med mindst mulig ubehag og smerte. Epikurs filosofi har derfor et praktisk sigte som en livskunst, og i de epikuræiske haver har eleverne formentlig arbejdet med sig selv og ikke kun med teorierne.
Epikurs moralfilosofi kaldes hedonisme efter dets centrale begreb nydelse (græsk: hedone). Han mente, at mennesket søger nydelsen, og at man skal forsøge at undgå smerte. Det højeste gode er således et liv uden legemlig smerte og sjælelig angst. Smerte kan f.eks. være angst for guderne eller angst for døden.
Den epikuræiske filosofi opfordrer ikke til at kaste sig ud i et dekadent og umådeholdent liv (i modsætning til hvad kristne polemikere siden hen har hævdet), for Epikur mente, at den sande lykke findes i et stille, eftertænksomt liv, hvor man passer sin have (deraf navnet på hans skole) i ro og fred.

## Indflydelse
Epikur har bl.a. inspireret den franske filosof og essayist Michel de Montaigne.